# ESV Kaufbeuren
ESV Kaufbeuren är en ishockeyklubb från Kaufbeuren i Tyskland. Klubben bildades år 1946 och spelar sedan säsongen 2009/2010 i den tyska andraligan DEL 2. Laget har fått smeknamnet "Buron Joker" som härstammar från dess maskot.

## Meriter
- 2. Eishockey-Bundesliga-mästare: 1959, 1969, 1974, 1977, 1980, 1991.